# 圆萼紫堇
圆萼紫堇（学名：Corydalis pseudomucronata var. cristata）为罂粟科紫堇属下的一个变种。

## 扩展阅读
- 維基物種上的相關：圆萼紫堇